# Onze-Lieve-Vrouw van Knock
Onze-Lieve-Vrouw van Knock is de benaming waarmee de verschijning van de Maagd Maria op 21 augustus 1879 in de Ierse plaats Knock (Cnoc Mhuire) wordt bedoeld. Tevens is het de aanduiding van Maria als patroonheilige van Ierland. Haar feestdag is de dag van haar verschijning, 21 augustus.

## De verschijning
Op de avond van 21 augustus 1879 zou rond 8 uur ’s avonds een verschijning hebben plaatsgevonden, bestaande uit de Maagd Maria, Sint Jozef en Sint Johannes, de apostel. Deze verschijning wordt als volgt beschreven:

Zij zweefden ongeveer 2 voet boven de grond en elk van hen bewoog zich van tijd tot tijd naar een van de zieners. Onze Lieve Vrouw was gekleed in witte klederen en had een briljanten kroon op haar hoofd. Waar de kroon haar voorhoofd raakte, droeg zij een mooie roos in volle bloei. Zij was bezig aan het bidden, haar ogen en handen naar de hemel gericht. Sint Jozef droeg witte klederen en stond aan de rechterzijde van Onze Lieve Vrouw, naar haar gewend in een houding van eerbied. Sint Jan droeg een wit gewaad en stond aan de linkerzijde van Onze Lieve Vrouw. Hij zag eruit als een bisschop en droeg een kleine mijter en had een open boek in zijn linkerhand. Achter hen en links van Sint Johannes was er een eenvoudig altaar, waarop een kruis en een lam met biddende engelen stonden.

Volgens de overlevering zouden er 15 mensen getuigen zijn geweest van de verschijning en kort nadien vonden er miraculeuze genezingen plaats.
Thans is het een belangrijk bedevaartsoord. Paus Johannes Paulus II bezocht het bedevaartsoord in 1979, ter gelegenheid van de honderdste verjaardag van de verschijning.
De devotie werd goedgekeurd door aartsbisschop Gilmartin, bisdom Tuam in 1936. Zij is de patroonheilige van Ierland en haar verschijning  wordt op 21 augustus gevierd.

## Kenmerken van de verschijning
In tegenstelling tot andere verschijningen van Maria verschilt deze van Knock op diverse punten:
1. Er is hier sprake van een verschijning van meerdere personen; in Lourdes bijvoorbeeld verscheen alleen de Maagd Maria.
2. De verschijning is een willekeurige verschijning, dat wil zeggen, de verschijning deed zich aanvankelijk niet rechtstreeks voor aan een aanwezig persoon. (in de overlevering wordt gemeld, dat de eerste persoon die iets zag, een hel licht op de kerkmuur zag, maar daar geen aandacht aan besteedde.)
3. De verschijning vond vervolgens plaats ten overstaan van meerdere personen.
4. Tijdens de verschijning werd er niet gesproken; Maria gaf geen boodschap, wat bijvoorbeeld wel gebeurde bij de verschijningen in Lourdes en Fatima.
5. De verschijning vond slechts eenmaal en zeer kort (twee uur) plaats.

## Achtergronden bij de verschijning
Knock is een plaats in het Ierse graafschap Mayo. In de 19e eeuw was het gebied al meermalen door hongersnoden getroffen (waaronder de grote hongersnood van 1845-1852). Tevens hadden onteigeningen van gronden (o.a. door de aanleg van spoorlijnen) en grote armoede onder de bevolking geleid tot sociale onrust en het massaal wegtrekken van de bevolking in de hoop op een betere toekomst.
In het zeer katholieke Ierland was daardoor het geloof nog het enige toevluchtsoord.  De verschijning zou dan omschreven kunnen worden als “gewenst”, omdat deze een teken werd, dat de situatie niet zo uitzichtloos was en dat de Maagd Maria in al haar barmhartigheid zich zou ontfermen over de bewoners van Knock.
Maria en Jozef belichamen in deze verschijning de traditionele vaste waarden voor het gezin, en de roos verwijst als symbool naar de rozenkrans.  Sint Johannes verbeeldt met het boek, het evangelie of het Woord van God, dat geloof de weg zal wijzen naar het Lam Gods (= de belichaming van Jezus).

## Trivia

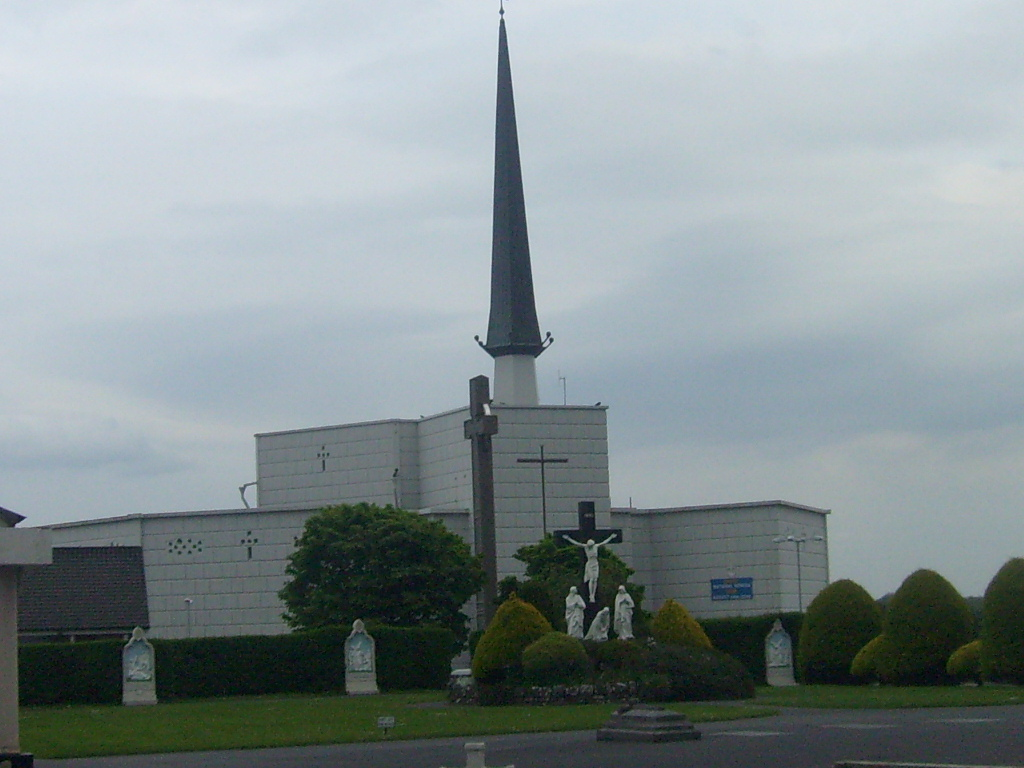
Basiliek van Knock

Evenals Lourdes heeft ook Knock ingespeeld op de commercialisering van het geloof.  Op een gemeenschap van 600 inwoners werd een basiliek gebouwd, die plaats biedt aan 10.000 gelovigen. Op aandrang van de kerk werd in de omgeving tevens een vliegveld gebouwd en verrezen er diverse ho(s)tels. Ook ontbreekt het niet aan souvenirskraampjes.